# Mörttjärnen (Stigsjö socken, Ångermanland, 696167-158735)
Mörttjärnen är en sjö i Härnösands kommun i Ångermanland och ingår i Gådeåns huvudavrinningsområde.